# براتو

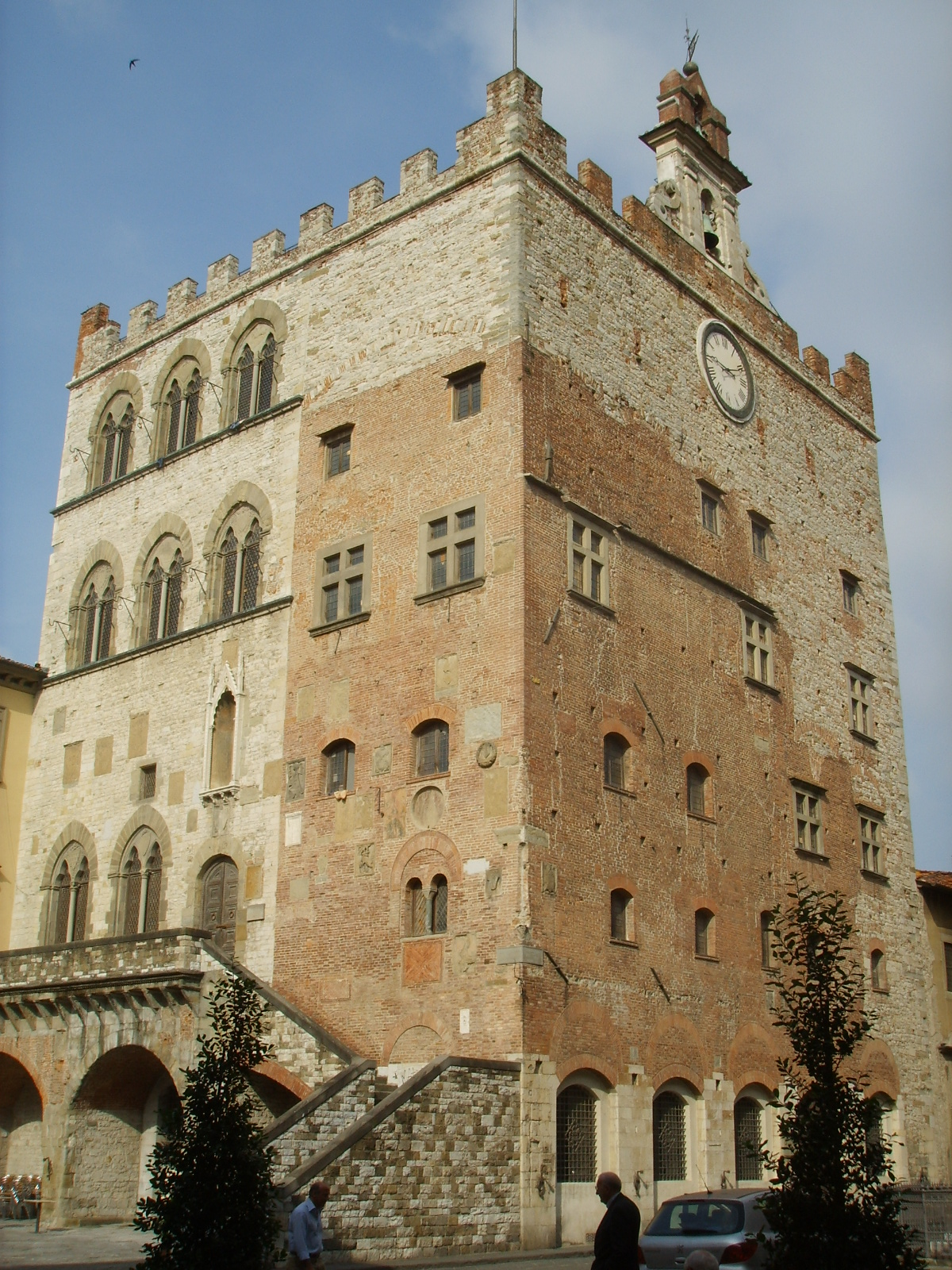

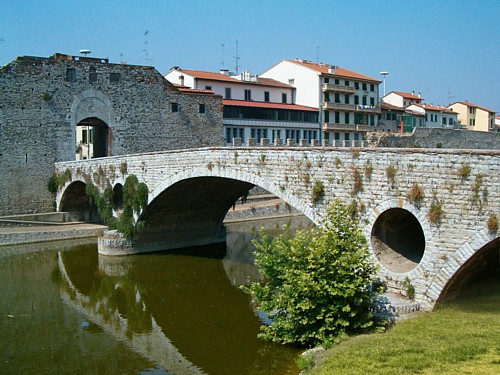

براتو (بالإيطالية: Prato)‏ مدينة إيطالية في شمال وسط إيطاليا وثانية كبرى مدن إقليم توسكانا وهي عاصمة مقاطعة براتو تبعد 16 كم فقط عن مدينة فلورنسا إلى الشمال منها, سكانها 185.538 نسمة. تشتهر عالميا بصناعة المنسوجات، أصبحت هدفا للهجرة في الخمسينات من القرن العشرين من الجنوب الإيطالي أولا ثم لاحقا من جنسيات أخرى خاصة من المهاجرين الصنيين حيث يقدر عددهم بين شرعيين وغير شرعيين ما بين 10000-15000 فأصبحت نتيجة لذلك ثالث أكبر في وسط إيطاليا بعد روما وفلورنسا.

## الجغرافيا
تقع بين مدينتي فلورنسا وبستويا على مساحة 100 كيلومتر مربع، بالقرب من جبال يصل ارتفاعها إلى 818 متر، يخترها نهر نهر بيزنسيو الرافد من نهر أرنو.

## السكان
في سنة 1861 بلغ عدد السكان 32٬710 نسمة، وتطور العدد ليصل في سنة 2011 لـ 185٬456 نسمة.
يظهر هذا المخطط البياني تطور النمو السكاني لـ براتو

## التاريخ

### العصور الوسطى

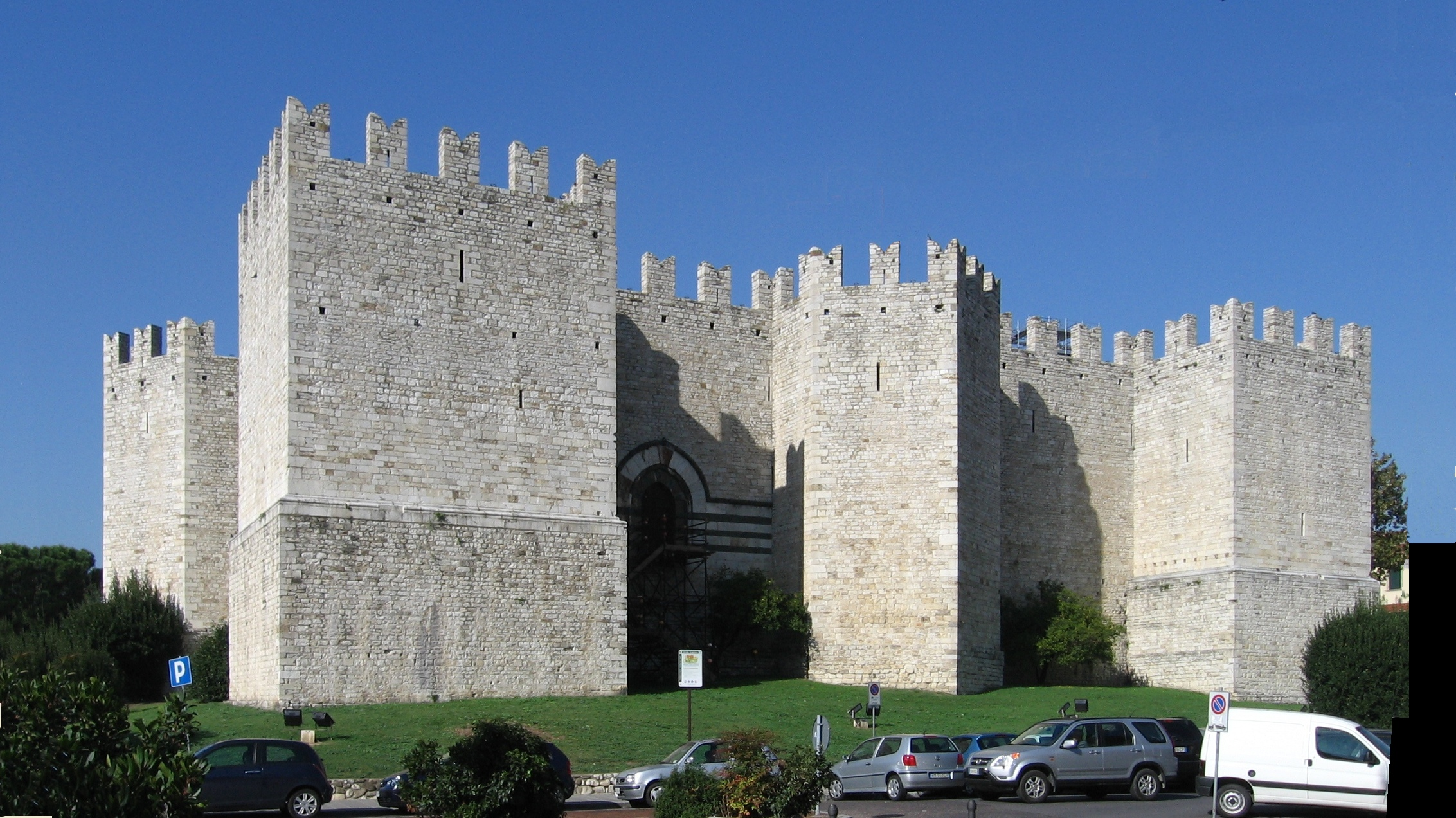
قصر الإمبراطور

احتل اللومبارديون والبيزنطيون المنطقة في العصور الوسطى المبكرة.
يبدأ تاريخ المدينة من القرن العاشر، حيث وجدت قريتان منفصلتان Borgo al Cornio وCastrum Prati.
و اندمجت هاتان النواتان الحضريتان خلال القرن الحادي عشر وحصل آل ألبيرتي سادة كاستروم براتي (Castrum Prati) على تنصيب إمبراطوري ككونتات براتو. واكتملت في نفس الفترة عملية استصلاح السهل وبناء النظام المائي، الذي نظم مسار نهر بيزنسيو. وربط المياه في شبكة كثيفة من القنوات والسواقي والتي استخدمت لتشغيل مصانع النسيج.
بعد حصار قوات الكونتيسة ماتيلدي عام 1107، انسحب كونتات آل ألبيرتي إلى قلاعهم بوادي بيزنسيو، وبدأت المدينة بناء نفسها كبلدية حرة.
شهدت براتو لقرنين توسعا عمرانيا كبيرا (قاربت 15000 ساكن)، ويرجع ذلك إلى ازدهار صناعة الصوف.
يدل على تحضرها ضرورة بناء سورين محيطين جديدين، الأول حوالي منتصف القرن الثاني عشر والآخر عند بداية القرن الرابع عشر.
عام 1326 وللتخلص من نوايا فلورنسا التوسعية ومن صراعاتها داخلية على السيطرة الإدارية بين الأسر الأكثر مِلكية، قدمت براتو نفسها إلى سيادة روبيرتو أنجو ملك نابولي.
و في 23 فبراير 1351 باعت جوفانا أنجو المدينة لفلورنسا مقابل 17500 فلورين ذهبي، وبذلك أصبحت متربطة بها حتى أيامنا هذه.

### التاريخ الحديث

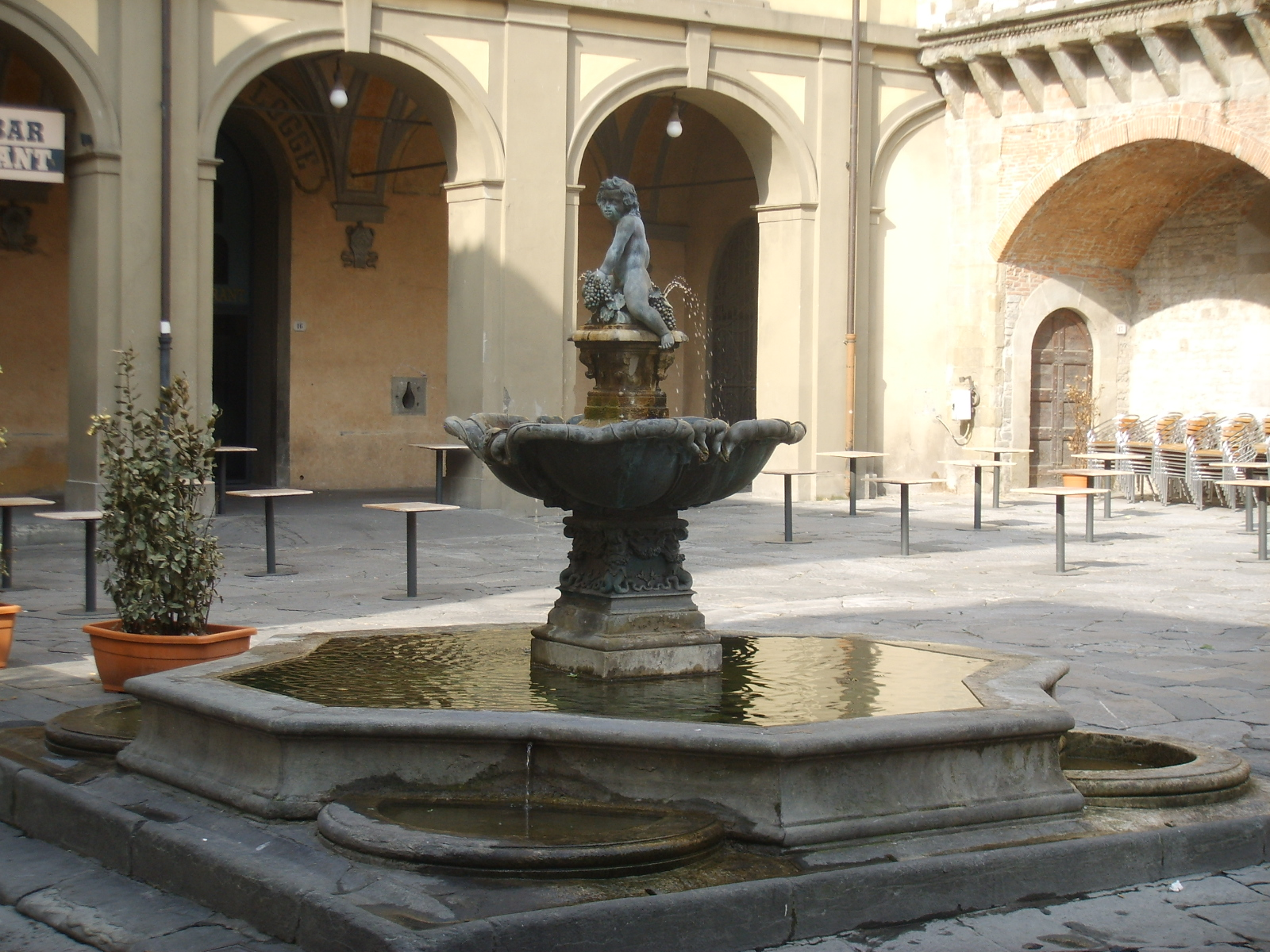
نافورة باكينو

رغم خسرتها حريتها، واصلت براتو تطورها في القرون التالية، تبعا لمصير فلورنسا أولا تحت حكم آل ميديشي ثم الجمهورية الفلورنسية منذ عام 1494.
لذا حاصرها جيش الرابطة المقدسة (أسسها البابا يوليوس الثاني مع الإسبان) براتو بقيادة رامون دي كاردونا لاستردادها لصالح الميديشيين، سقطت المدينة في 29 أغسطس 1512 ودمروها ونهبوها وذبحوا خلال ذلك 50600 من أبناءها في الشوارع بوحشية بالغة، سبب ذلك الاستيلاء انحداراً للحياة في براتو وأدخلها عصرا من الانحطاط استمر لما يقارب القرنين.
عام 1653 حصلت براتو أخيرا على صفة مدينة وأسقفية (الصفة الأخيرة كانت مقتصرة على داخل الأسوار والأسقف كان مشتركا مع بستويا)، فأعطى هذا المدينة تطورا جديدا في الاقتصاد وفي العمران المحلي : أنشئت خلاله نافورة باكينو من أعمال فرديناندو تاكا.
في القرن الثامن عشر مع صعود آل لورينا إلى حكم غراندوقية توسكانا زينت المدينة وشهدت تطورا ثقافيا ملحوظا ساهم به الغراندوقات أنفسهم.
بعد الوحدة الإيطالية وكانت مركز تصنيع قوي جدا (خاصة في قطاع الغزل والنسيج) وبدأ نمو سكاني مذهل، أخرج المدينة من أسوارها المحيطة امتدت شيئا فشيئا ضامة إليها الضواحي والقرى المحيطة بها، بزيادة سكانية من 50000 ساكن عام 1901 إلى أكثر من 180000 عام 2001.

## أهم المعالم
براتو هي موطن لكثير من المتاحف وغيرها من المعالم الثقافية، بما في ذلك أعمال تصوير جصي فيليبو ليبي في كاتدرائية سانتو ستيفانو، منبر كاتدرائية الخارجي من أعمال دوناتيلو.
Palazzo Pretorio قصر بريتوريو بني من القرن الثالث عشر من الطوب الأحمر، وأجزاء منه من الحجر الأبيض هو من اواخر عهد gothic. في القرن السادس عشر خارجي اضيف الدرج وساعة.
و يلاحظ أيضا قصر داتيني شيد عام 1383 م للتاجر فرانشيسكو داتيني. وديكوراته من تصميم فنانين من فلورنسا مثل انيولو غادي ونيكولو جيريني. في عام 1409 م أقام به البابا ألكساندر الخامس ولويس أنجو.
قصر ديلي ألبيرتي (القرن الثاني عشر) هو موطن معرض فني يضم اعمالا من فيليبو ليبي (سيدة مريم براتو Prato Madonna)، جوفاني بيليني (مقبره الصلبان مع اليهود Crucifix with Jew Cemetery)، وكارافادجو (المتوج مع الشوك The Crowning with Thorns).
آخر أماكن الجذب الرئيسية في المدينة هو مركز الفن الحديث لويجي بيتشي وهو متحف ومركز تعليم المعنية الفنون المعاصرة.
براتو أيضا مقر جامعة موناش التي يديرها الدكتورة أناماريا باليارو. وهو أكبر مؤسسة أكاديمية الاستراليه أكبر من نوعها في أوروبا، وتهدف لتوفير صلة قوية بين العلماء والطلاب الأستراليين ونظرائهم الأوروبيين، فضلا عن توفير التدريب على اللغة الإنكليزية. يستضيف المركز العديد من المؤتمرات الدولية.

## معرض الصور

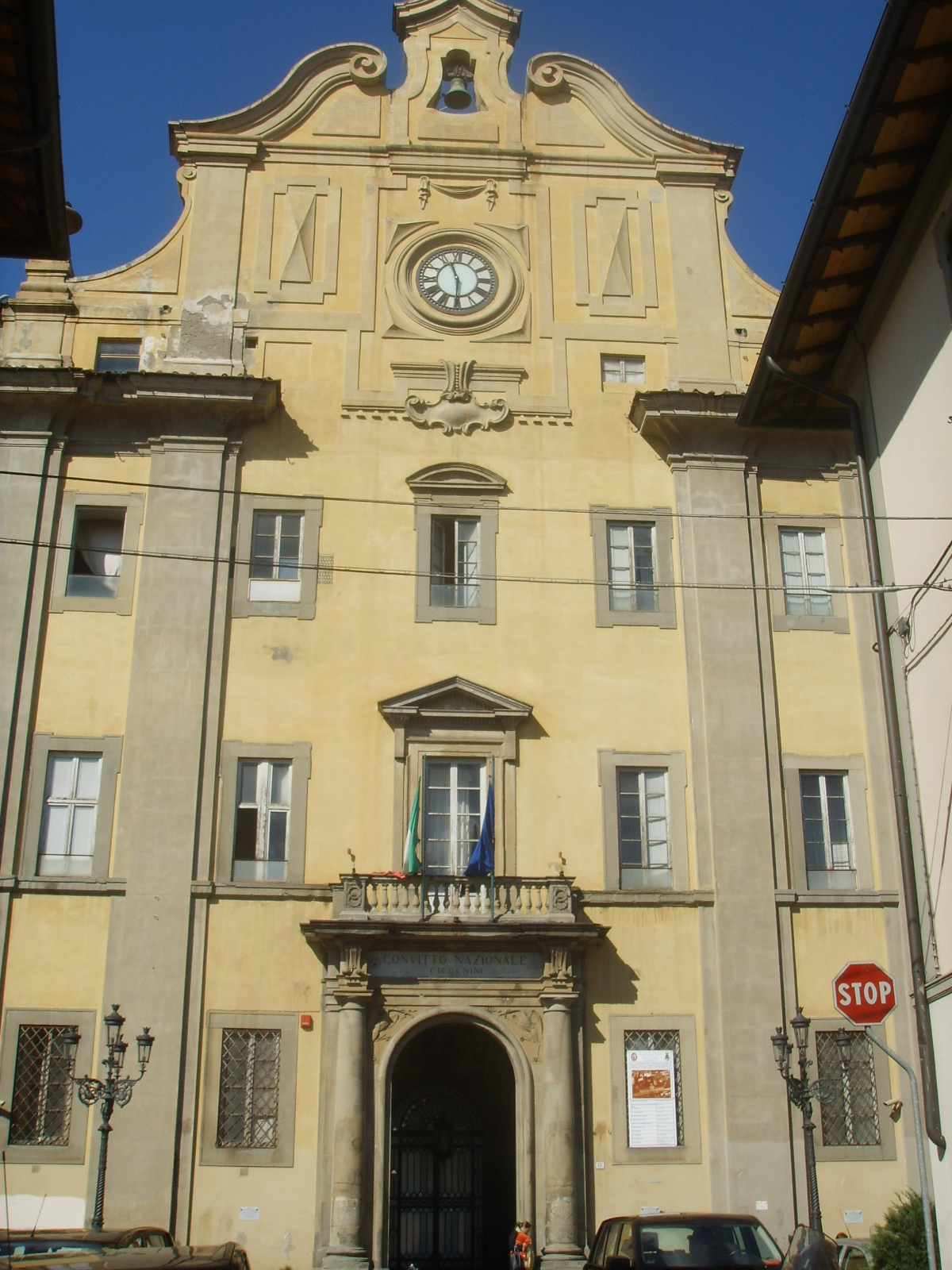
تعليق
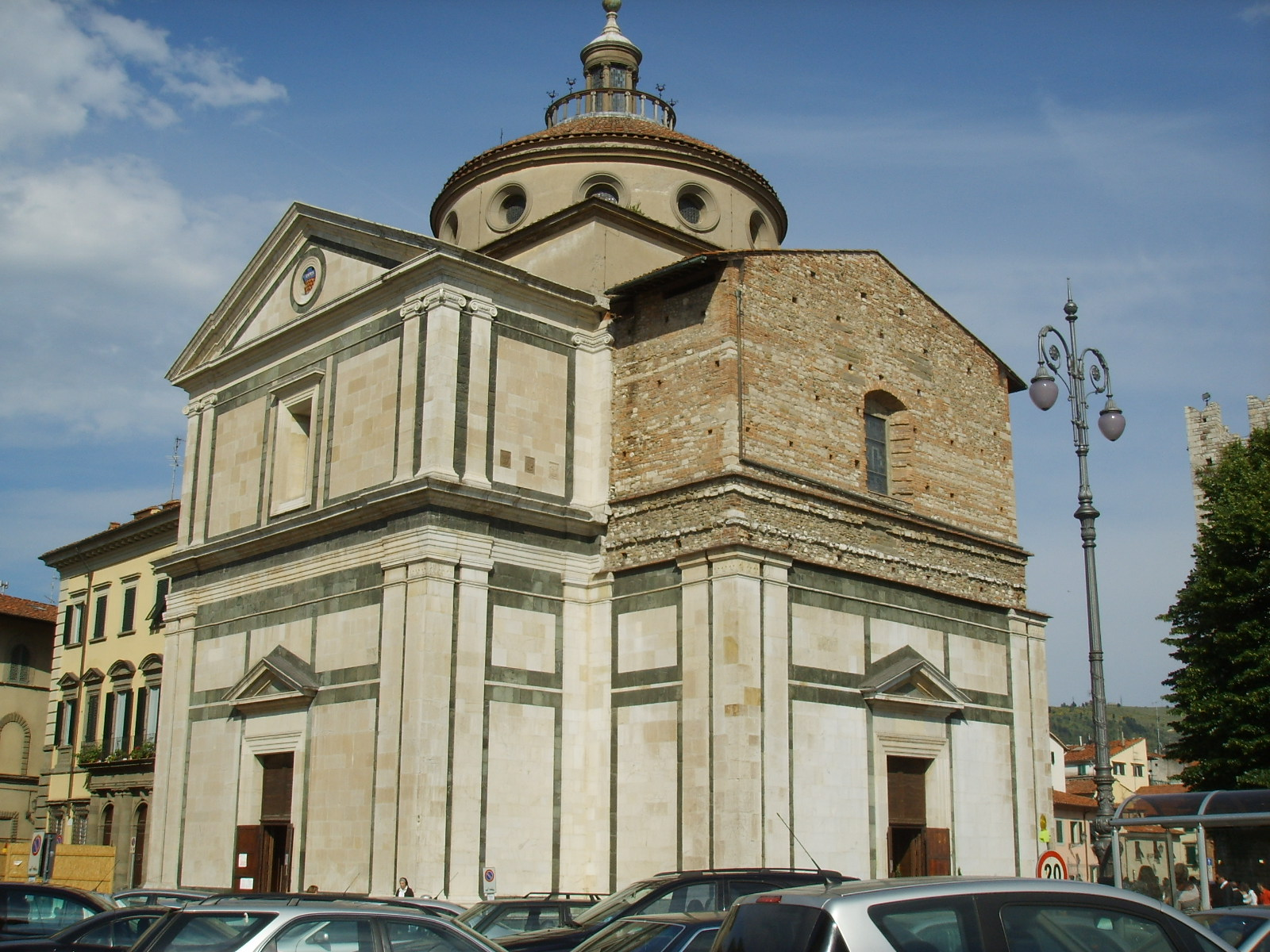
كنيسة سانتا ماريا ديلي كارشيري
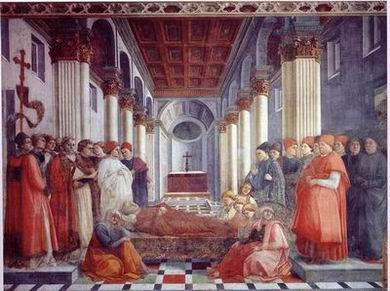
تعليق
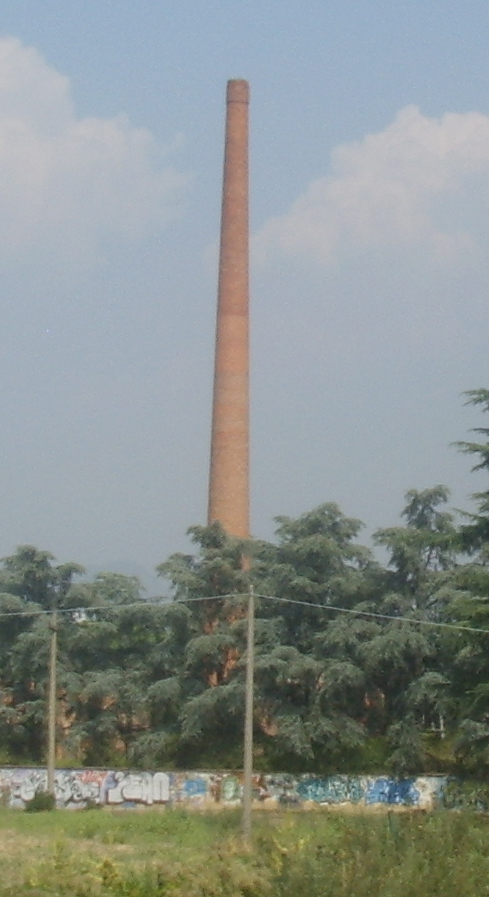
المدخنة من ملامح براتو
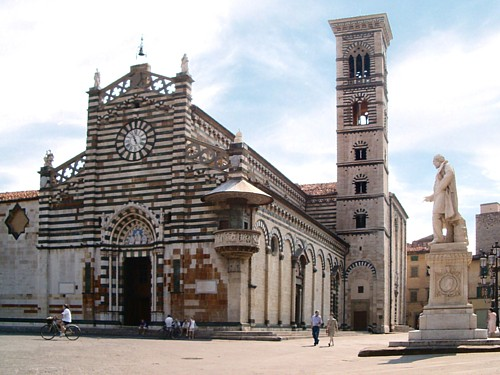
الكاتدرائية
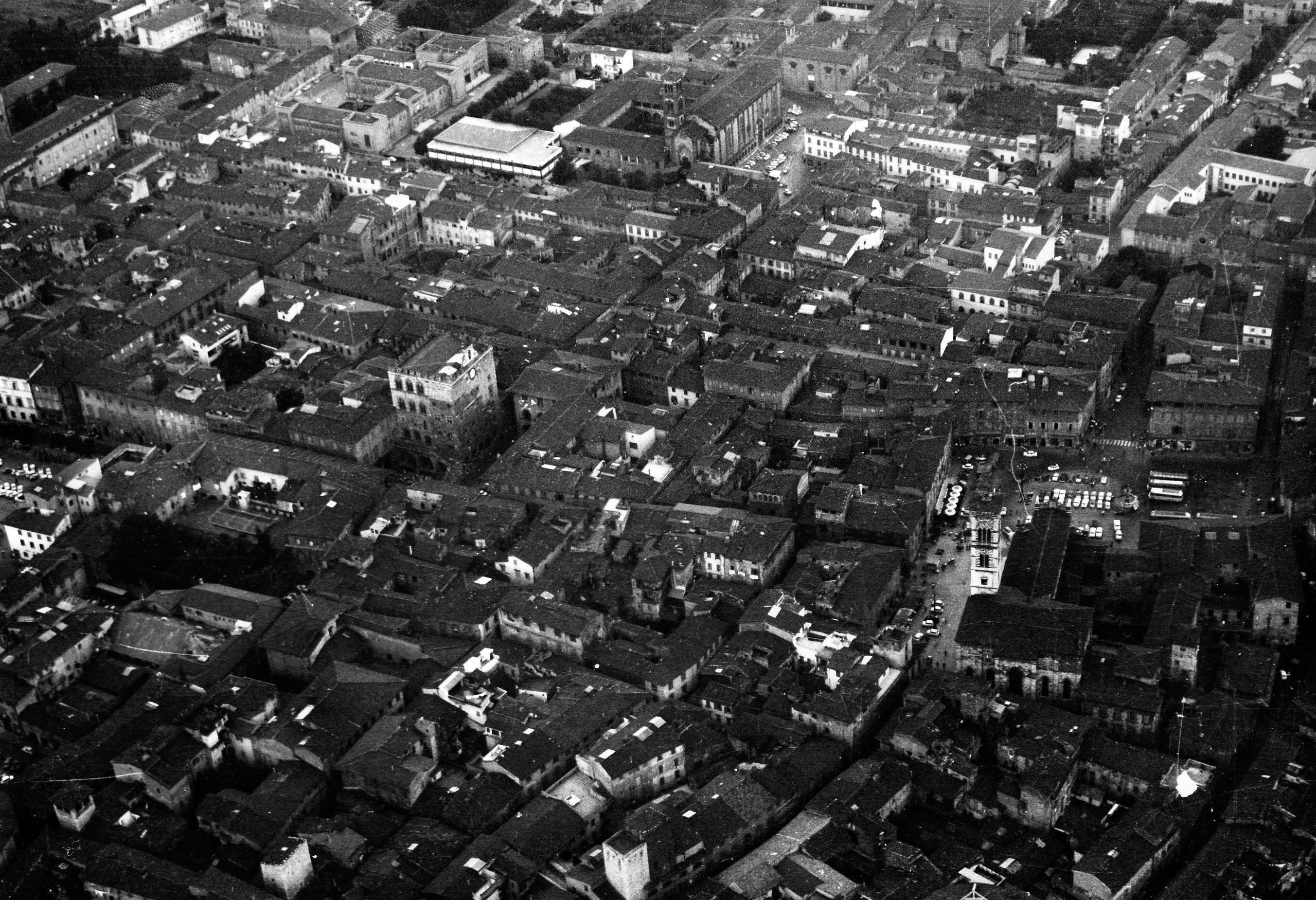
صورة جوية أخدت في الستينات القرن العشرين
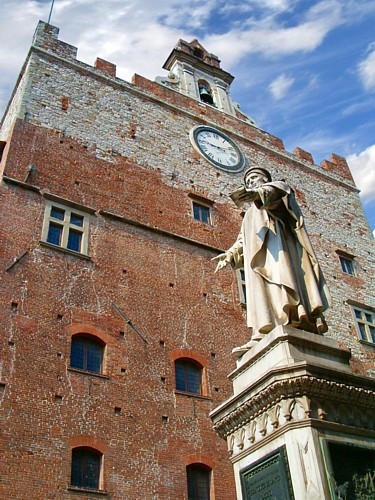